# Harry Spanjer
John Harry Spanjer (ur. 9 stycznia 1873 w Grand Rapids, zm. 16 lipca 1958 w St. Petersburg) – amerykański bokser.
W 1904 na letnich igrzyskach olimpijskich w St. Louis zdobył złoty medal w kategorii lekkiej oraz srebrny w kategorii półśredniej.